# Systoechus altivolans
Systoechus altivolans är en tvåvingeart som beskrevs av Hesse 1938. Systoechus altivolans ingår i släktet Systoechus och familjen svävflugor. Inga underarter finns listade i Catalogue of Life.